# أنطونيو غارسيا بيريرا
أنطونيو غارسيا بيريرا (بالبرتغالية: António Garcia Pereira‏) هو محامي وسياسي برتغالي، ولد في 14 نوفمبر 1952 في لشبونة في البرتغال.